# Kitoza
Kitoza – tradycyjny produkt mięsny kuchni malgaskiej wytwarzany z pasków wieprzowiny lub wołowiny z zebu.

## Historia i charakterystyka
Początkowo pocięte na pasy mięso jest solone i mieszane z przyprawami, a potem następuje suszenie na słońcu lub wędzenie. Pasy mają długość od 20 do 50 cm i szerokość od 2 do 4 cm. Wcześniej produkt był uważany za danie królewskie. Ponieważ zwyczajowo był tylko jeden dzień targowy w tygodniu, kitozę produkowano na ten targ w cyklach tygodniowych. 
Obecnie danie nadal jest popularną potrawą w gospodarstwach domowych na Madagaskarze, a jego spożycie wzrasta ze względu na łatwą dostępność na lokalnym rynku. Wraz z ewolucją technologii żywności niektórzy producenci oferują obecnie kitozę wędzoną, ale domowa przyrządzana jest stale ze świeżego surowego mięsa. W obu przypadkach biochemiczna i mikrobiologiczna jakość kitozy nie jest kontrolowana przez służby sanitarne.

## Bezpieczeństwo spożycia
W 2017 analizy mikrobiologiczne kitozy ujawniły w niej różnorodność gatunków gronkowców koagulazoujemnych. Analizy te wykazały obecność bakterii patogennych – gronkowca złocistego, którego stwierdzono w 54% próbek. Poziom Enterobacteriaceae był niski. Występowały znaczące różnice w rozmieszczeniu gatunków gronkowców w zależności od rodzaju mięsa i procesu jego przygotowania. Staphylococcus saprophyticus był dominującym gatunkiem dla suszonej lub wędzonej wołowiny i suszonej na słońcu wieprzowiny (73–75%), natomiast dla wędzonej wieprzowiny dominowały Staphylococcus equorum (26%), Staphylococcus saprophyticus (23%), Staphylococcus succinus (23%) i Staphylococcus epidermidis (17%). Niektóre gronkowce mogą być używane w produkcji kitozy jako startery, w szczególności do konkurowania z Staphylococcus aureus.